# Norge i olympiska vinterspelen 1928
Norge deltog vid 1928 års olympiska vinterspel i St. Moritz. Landet tog hela sex guldmedaljer och slutade på en sammanlagd förstaplats i medaljligan, precis som i vinterspelen 1924.

## Medaljer

### Guld
- Längdskidåkning
  - Herrarnas 18 km: Johan Grøttumsbråten
- Backhoppning
  - Herrar: Alf Andersen
- Nordisk kombination
  - Herrar: Johan Grøttumsbråten
- Skridsko
  - Herrarnas 500 m: Bernt Evensen
  - Herrarnas 5000 m: Ivar Ballangrud
- Konståkning
  - Damernas singel: Sonja Henie

### Silver
- Backhoppning
  - Herrar: Sigmund Ruud
- Skridsko
  - Herrarnas 1500 m: Bernt Evensen
- Längdskidåkning
  - Herrarnas 18 km: Ole Hegge
- Nordisk kombination
  - Herrar: Hans Vinjarengen

### Brons
- Nordisk kombination
  - Herrar: Jon Snersrud
- Skridsko
  - Herrarnas 500 m: Roald Larsen
  - Herrarnas 1500 m: Ivar Ballangrud
  - Herrarnas 5000 m: Bernt Evensen
- Längdskidåkning
  - Herrarnas 18 km: Reidar Ødegaard